# Edgardo Fariña
Edgardo Issac Fariña Wynter (Ciudad de Panamá, Panamá, 19 de octubre de 2001) es un futbolista panameño que juega como defensa en el FK Khimki de la Liga Premier de Rusia. 

## Trayectoria

### SD Atlético Nacional
Debutó con el Atlético Nacional de manera profesional en la Segunda División de Panamá. Disputó el Torneo Apertura 2021 Liga Prom quedando subcampeón de la conferencia oeste en donde perdieron la final de conferencia 5 a 4 por penales tras un marcador 2 a 2 en los tiempos extras contra el Mario Méndez FC en el Estadio Maracaná de Panamá.

### CA Independiente
El 5 de agosto del 2021 fue fichado por el CA Independiente. Debutó con el club el 14 de agosto de 2021 en la victoria 0 a 1 contra el Veraguas United FC en el estadio de Atalaya siendo suplente y entró al minuto 87 por Omar Hinestroza. En el Torneo Clausura 2021 jugó 4 partidos en donde quedaron eliminados en los playoffs en un marcador de 1 a 3 contra el Alianza Fútbol Club en el Estadio Agustín Muquita Sánchez en donde no estuvo convocado. Disputó 2 partidos en la Liga Concacaf 2021 en donde fueron eliminados en los octavos de final en un marcador global de 0 a 2 contra el Forge FC en donde jugó en los 2 partidos. En el Torneo Apertura 2022 jugó 3 partidos en donde fueron eliminados nuevamente en los playoff en un marcador 1 a 2 en los tiempos extras contra el Tauro FC en el Estadio Agustín Muquita Sánchez en donde no estuvo convocado. Con el CA Independiente II jugó el Torneo Clausura 2021 Liga Prom en donde quedaron en la tercera posición de la zona sur de la conferencia oeste. Jugó el Torneo Apertura 2022 Liga Prom en donde fueron eliminados en las semifinales en un marcador global de 2 a 1 contra el Mario Méndez FC.

### CD Universitario
El 11 de julio del 2022 fue anunciada su cesión al CD Universitario. Su debut con el club fue el 23 de julio de 2022 en la victoria 1 a 0 contra el San Francisco FC en el Estadio Virgilio Tejeira siendo titular jugando todo el partido. Quedó subcampeón del Torneo Clausura 2022 en donde perdieron la final 1 a 2 contra el Club Atlético Independiente de La Chorrera en el Estadio Rommel Fernández en donde fue titular y jugó hasta el minuto 120, en dicho torneo jugó 16 partidos y anotó 1 gol. En el Torneo Apertura 2023 jugó 10 partidos en donde fue eliminados en los playoffs en un marcador de 6 a 0 contra el CD Plaza Amador en el Estadio Rommel Fernández en donde no estuvo convocado.

### CSD Municipal
Fue cedido al CSD Municipal el 14 de junio del 2023. Debutó con el club el 6 de agosto de 2023 en el empate 2 a 2 contra el Deportivo Achuapa en el Estadio Winston Pineda en donde fue titular y jugó todo el partido. En el Torneo Apertura 2023 jugó 15 partidos en donde fueron eliminados en los cuartos de final en un marcador global de 1 a 3 contra el Club Social y Deportivo Zacapa en donde jugó los 2 partidos. Salió campeón del Torneo Clausura 2024 en donde le ganaron la final en un marcador de 0 a 2 contra el Deportivo Mixco en donde solo jugó 1 partido porque fue expulsado y suspendido por hacer una agresión extradeportiva en donde se especula que Fariña agredió a Roque Caballero porque recibió presunto insulto racista de parte de dicho jugador.

### FK Khimki
El 31 de julio de 2024 fue anunciado como nuevo jugador del FK Khimki en donde firmó un contrato por 2 años. Debutó con el club el 3 de agosto de 2024 en la victoria 2 a 3 contra el Rubín Kazán en el Kazán Arena en donde fue suplente, entró al minuto 46 por Nemanja Anđelković y anotó el segundo gol de su equipo al minuto 67.

## Selección nacional

### Categorías inferiores
El 23 de mayo de 2022, fue llamado a la selección sub-21 de Panamá para disputar el Torneo Maurice Revello de 2022 celebrado en Francia, en donde jugó 3 partidos en donde quedaron en la séptima posición en donde le ganaron 4 a 1 contra Comoras en el Stade D'Honneur Mallemort en donde fue titular y jugó todo el partido. Fue llamado a la selección Sub-23 de Panamá para disputar el Torneo Maurice Revello de 2023 en dicho torneo salió campeón en donde le ganaron 4 a 1 contra México en el Stade Marcel Roustan en donde fue titular y jugó todo el partido, en dicho torneo jugó 5 partidos.

### Selección absoluta
Hizo su debut con la selección absoluta el 12 de marzo de 2023 en el empate 1 a 1 contra Guatemala en un partido amistoso en el PayPal Park en donde titular y jugó hasta el minuto 94. En la Liga de Naciones de la Concacaf 2023-24 estuvo como suplente en 5 partidos en donde quedaron en el cuarto lugar tras perder 0 a 1 contra Jamaica en el AT&T Stadium en donde no estuvo convocado. En la Copa América 2024 jugó 4 partidos en donde fueron eliminados en los cuartos de final en donde perdieron 5 a 0 contra Colombia en el State Farm Stadium en donde fue titular y jugó todo el partido.

### Participaciones en selección nacional
| Copa                        | Categoría | Sede           | Resultado        | Partidos | Goles |
| --------------------------- | --------- | -------------- | ---------------- | -------- | ----- |
| Torneo Maurice Revello 2022 | Sub-21    | Francia        | 7.º lugar        | 3        | 0     |
| Torneo Maurice Revello 2023 | Sub-23    | Francia        | Campeón          | 5        | 0     |
| Liga de Naciones 2023-24    | Mayor     | Concacaf       | Cuarto lugar     | 0        | 0     |
| Copa América 2024           | Mayor     | Estados Unidos | Cuartos de final | 4        | 0     |
| Liga de Naciones 2024-25    | Mayor     | Concacaf       | Subcampeón       | 4        | 0     |

## Clubes
| Club                      | País      | Año       |
| ------------------------- | --------- | --------- |
| SD Atlético Nacional      | Panamá    | 2020-2021 |
| CA Independiente          | Panamá    | 2021-2022 |
| CD Universitario (cedido) | Panamá    | 2022-2023 |
| CSD Municipal (cedido)    | Guatemala | 2023-2024 |
| CA Independiente          | Panamá    | 2024      |
| FK Khimki                 | Rusia     | 2024-act. |

## Palmarés

### Títulos nacionales
| Título        | Club          | País      | Año    |
| ------------- | ------------- | --------- | ------ |
| Liga Nacional | CSD Municipal | Guatemala | 2024-C |